# Shūsaku Hirasawa
Shūsaku Hirasawa (jap. 平沢 周策, Hirasawa Shūsaku; * 5. März 1949 in der Präfektur Akita) ist ein ehemaliger japanischer Fußballspieler.

## Nationalmannschaft
1972 debütierte Hirasawa für die japanische Fußballnationalmannschaft. Hirasawa bestritt elf Länderspiele und erzielte dabei ein Tor.

## Errungene Titel
- Japan Soccer League: 1972
- Kaiserpokal: 1972, 1975

## Persönliche Auszeichnungen
- Japan Soccer League Assist Award: 1975